# Эртиль (городское поселение)
Город Эртиль — муниципальное образование со статусом городского поселения в Эртильском районе Воронежской области России.
Административный центр — город Эртиль.

## Население
| 2000    | 2010    | 2011    | 2012    | 2013    | 2014    | 2015    |
| ------- | ------- | ------- | ------- | ------- | ------- | ------- |
| 13 700  | ↘12 996 | ↘11 322 | ↗12 742 | ↘12 590 | ↘12 405 | ↘12 311 |
| 2016    | 2017    | 2018    | 2021    | 2025    |         |         |
| ↘12 121 | ↘11 955 | ↘11 792 | ↘11 363 | ↘10 940 |         |         |

## Состав городского поселения
В состав городского поселения входят 9 населённых пунктов:
| № | Населённый пункт | Тип населённого пункта        | Население |
| - | ---------------- | ----------------------------- | --------- |
| 1 | Веселовка        | посёлок                       | ↘135      |
| 2 | Ивановка         | посёлок                       | ↘1        |
| 3 | Красноармейский  | посёлок                       | ↘454      |
| 4 | Мичуринский      | посёлок                       | ↘291      |
| 5 | МТФ «Восход»     | посёлок                       | ↘394      |
| 6 | Никольский       | посёлок                       | ↘89       |
| 7 | Сосновка         | посёлок                       | ↘145      |
| 8 | Чапаевское       | посёлок                       | ↘98       |
| 9 | Эртиль           | город, административный центр | ↘9666     |